# Działko Ho-5
Ho-5 (jap. ホ五 Ho go) - japońskie działko lotnicze z okresu II wojny światowej. Działko bazowało na amerykańskim karabinie maszynowym M2, ale w wersji japońskiej była to broń kalibru 20 mm.

## Dane taktyczno-techniczne
- Kaliber: 20 mm
- Amunicja: 20 x 94 (84.5 g)
- Masa własna 35 kg
- Szybkostrzelności 450-600 strzałów/min
- Prędkość wylotowa pocisku: 750 m/s